# Il re di Saba
Il re di Saba è un romanzo dell'autore italiano Giuseppe Pederiali del 1993.

## Trama
Giuliana Boschetti e Stefano Dotti sono due inseparabili adolescenti che vivono nelle campagne di Finale Emilia, in provincia di Modena. Giuliana è una quindicenne con modi da maschiaccio e Stefano è un quattordicenne affetto da sindrome di Down. Questi abita con l'anziana nonna Enrichetta, mentre i suoi genitori vivono a Milano per motivi di lavoro con la loro figlia minore.
Tra le mete preferite per le scorribande dei due ragazzi vi è un olmo secolare, detto l'Olmone, dalla forma simile a quella di un uomo. Un giorno, dopo un violento temporale, ne notano la scomparsa, come se la forma al suo interno si fosse liberata. Ed effettivamente ne è uscito un uomo, che dopo un iniziale spaesamento giunge alla chiesa di Reno Finalese, dove viene accolto e rifocillato dall'anziano parroco don Giuseppe. L'uomo dice di chiamarsi Baldassarre e di venire dal paese di Saba, del quale sarebbe stato il re. Davanti ad un dipinto raffigurante l'Adorazione dei Magi, sostiene di esservi stato presente, ma non sa nulla della morte di Gesù in croce. Il prete crede che si tratti di un tizio un po' matto ma innocuo, e che la Saba di cui parla sia invece l'isola omonima degli attuali Paesi Bassi caraibici.
Giuliana, avendo sentito che Enrichetta avrebbe intenzione di affidare il nipote ad un istituto perché non si sente più in grado di prendersene cura, si reca con Stefano da don Giuseppe per chiedergli un parere su un progetto che sta covando: ella intende andare a Milano per convincere i genitori di Stefano a farlo vivere con loro. Con suo stupore riconosce Baldassarre, che aveva intravisto con Stefano mentre si riparava in una chiavica la notte del temporale. Baldassarre e Stefano entrano subito in sintonia; il prete cerca invano di dissuadere la ragazza dal suo proposito, ma Baldassarre si offre di accompagnare i due a Milano, tanto più che ha scoperto che nella basilica di Sant'Eustorgio sono conservate le reliquie dei Magi.
Giuliana, Stefano e Baldassarre s'incamminano verso Milano, ma avendo constatato che a piedi procedono troppo lentamente, l'uomo decide di prendere in prestito la carcassa di un'automobile, facendola muovere dai "geni della spinta" (che egli ha evocato ispirato dal nome "spinterogeno"), due buffi ometti che danno la propulsione alla vettura mettendosi al posto del motore. A Modena finiscono in un ingorgo e abbandonano la macchina in favore di un dromedario rubato da uno zoo.
Durante una sosta in un campo per far riposare la bestia, uno spaventapasseri animato dallo spirito del re Erode attacca Baldassarre, ma ne viene sconfitto. Infatti, l'anima nera del re da duemila anni vagava alla ricerca dei tre Magi che l'avevano giocato, e per sfuggire ai suoi sgherri Baldassarre era stato inglobato in un albero, venendone poi liberato dal fulmine che l'aveva colpito.
Per racimolare un po' di denaro per proseguire il viaggio, a Parma si offrono di partecipare a un talk-show di una televisione locale, ma una volta in onda il presentatore Franco Seidenari non prende sul serio il racconto di Baldassarre, che, stizzitosi, con un incantesimo fa impazzire l'oscillografo usato per la trasmissione; a ciò si aggiunge l'imbizzarrimento del cammello che devasta lo studio.
I tre arrivano a Milano grazie ad un passaggio su un camion carico di fichi. Giuliana e Stefano si recano dai Dotti, che li accolgono ma sostengono di non poter tenere con sé il loro figlio handicappato, mentre Baldassarre va in Sant'Eustorgio: davanti all'Arca dei Magi ha la sensazione che questa contenga delle ossa di Melchiorre, ma che Gaspare si sia salvato dalla persecuzione di Erode. Ed è proprio Gaspare che Baldassarre riconosce in un venditore ambulante, dopo essersi ritrovato con i due ragazzi. I due re superstiti decidono di ricomporre il loro terzetto con Stefano al posto di Melchiorre, e di riprendere a girare il mondo. Giuliana è felice: il suo amico non sarà chiuso in un istituto e potrà stare con chi gli vuole bene.

## Critica
Il critico e studioso dell'opera di Pederiali Giovanni Negri fa notare che, similmente ad altri romanzi dello stesso autore (come il precedente Una donna per l'inverno e il successivo L'amica italiana), Il re di Saba "corre su due storie, una contemporanea e quotidiana di amicizia, di viaggio per non essere sradicati dal paese, l'altra condotta su un re mago, su personaggi leggendari vivi nella fantasia popolare nelle nostre campagne".

## Edizioni
- Giuseppe Pederiali, Il re di Saba, a cura di Daniela Romanò Marchetti, collana Narrativa per la scuola, Milano, Carlo Signorelli Editore, 1993, ISBN 88-434-0082-7.